# Коммунистический университет трудящихся Востока имени И. В. Сталина
Коммунисти́ческий университе́т трудя́щихся Восто́ка имени И. В. Сталина (КУТВ) — учебное заведение Коминтерна, действовавшее в Москве с 1921 по 1938 гг.

## История
Создан при Наркомпросе РСФСР по постановлению ЦК РКП(б) от 10 февраля 1921 года (декрет ВЦИК РСФСР от 21 апреля 1921 года) в Москве специально для студентов азиатских национальностей. Открыт 21 октября 1921 года на базе Восточных курсов при Наркомнаце. С 1923 года университет получил имя И. В. Сталина.
В различное время обучались представители 73 национальностей.
Учащиеся делились на две большие группы:
- студенты из СССР, из которых готовили партийных и советских работников для национальных номенклатур советских республик.
- иностранные студенты, которых готовили к борьбе за установление коммунизма в своих странах, организации восстаний и революций.

КУТВ имел отделения в Ташкенте, Баку, Иркутске (с лета 1922 года). Преподавали в КУТВ А. В. Луначарский, Л. Б. Красин, М. Н. Покровский, А. А. Губер, И. М. Рейснер, Б. З. Шумяцкий и другие. При КУТВ были открыты также Высшие партийные курсы.
С 1923 срок обучения — 3 года. Учебная программа имела общеобразовательный характер. Основные отделения: партийной работы и политического просвещения; профсоюзного движения; экономическое; административно-правовое. Студенты КУТВ проходили военное обучение в летних лагерях.
В 1923 году на базе Ташкентского отделения КУТВ был организован Среднеазиатский коммунистический университет.
Помимо учебной, университет вёл также научно-исследовательскую работу. Так, в 1927 году была создана научно-исследовательская ассоциация по изучению социально-экономических проблем советского и зарубежного Востока и национальных и колониальных проблем.
В КУТВ в 1927—1938 годы издавался журнал «Революционный Восток».
В 1928 году китайская секция КУТВ и Университет им. Сунь Ятсена были объединены в Коммунистический университет трудящихся Китая. В середине 1930-х годов китайское отделение КУТВ было организовано заново. Его руководителем был член Восточного секретариата Исполкома Коминтерна Го Шаотан.
В 1937 произошло разделение КУТВ на две самостоятельные организации: на КУТВ, где обучались только советские студенты и на Научно-исследовательский институт национальных и колониальных проблем (НИИНКП), где обучались зарубежные студенты. Директором института был П. А. Миф. Около половины студенческого контингента НИИНКП составляли китайцы. Таким образом, бывшая иностранная группа КУТВ стала частью научно-исследовательского института. Название «КУТВ» сохранил за собой бывший советский сектор. После разделения в 1937 КУТВ перешел в ведение Президиума ЦИК СССР.
В 1938 в связи с реорганизацией всей системы партпросвещения КУТВ был закрыт. Тогда же по решению ЦК ВКП(б) и Коминтерна был закрыт НИИНКП.

## Ректоры
- Бройдо, Григорий Исаакович (1921—1926)
- Шумяцкий, Борис Захарович (1926—1928)
- Райтер, Иосиф Львович (1928 — ?)[3][4]